# Ploaghe
Ploaghe település Olaszországban, Szardínia régióban, Sassari megyében. Lakosainak száma 4274 fő (2023. január 1.). Ploaghe Ardara, Codrongianos, Osilo, Chiaramonti, Nulvi és Siligo községekkel határos.

## Népesség
A település lakossága az elmúlt években az alábbi módon változott:
| Lakosok száma | 4531 | 4520 | 4274 |
|               | 2017 | 2018 | 2023 |